# 朝赤龙太郎
朝赤龙太郎（日语：／ Asasekiryū Tarō，1981年8月7日—），本名巴达尔奇·达希尼亚木，是出生于蒙古的日本大相扑力士，生涯最高位阶为关胁。现为高砂年寄、高砂部屋师匠。

## 生平
朝赤龙出生于蒙古国乌兰巴托，父亲是一位蒙古式摔跤选手。1997年，他与好友、后来成为横纲的朝青龙明德一同前往日本明德義塾高等學校学习。2000年加入朝青龙所在的高砂部屋，开始其大相扑生涯。他在同年5月场所便以全胜战涯取得序二段优胜。2002年晋升十两，2003年1月场所获得优胜后晋升幕内。次年，他在2004年3月场所以13胜2负的优异成绩获得亚军，并得到殊勋赏与技能赏。2006年5月场所中他又获敢斗赏。2007年，他在5月场所以12胜3负夺得亚军，并再次获得技能赏。同年7月场所胜越后，他晋升关胁，这也是他职业生涯的最高等级。然而之后他表现一直不稳定，2017年1月场所降级至幕下，令高砂部屋自1878年创立138年以来首次出现关取力士的空缺。同年3月场所后，朝赤龙宣布退役。。
朝赤龙于2017年4月获得日本国籍，并在退役后袭名锦岛年寄，留在高砂部屋从事教练工作。2020年部屋师匠第七代高砂（朝潮太郎）年满65岁退休，朝赤龙以年寄名迹交换的方式继承为第八代高砂，并成为高砂部屋的新任师匠。

## 战绩

### 总战绩
- 生涯战绩：687勝679敗36休（103場所）
- 幕内战绩：410勝442敗33休
- 幕内在位：59場所
- 三役在位：5場所（関脇2場所、小結3場所）

### 各段優勝
- 十两優勝：1回（2003年1月場所）
- 序二段優勝：1回（2000年5月場所）

### 三赏・金星
- 三赏：4回
  - 殊勋赏：1回（2004年3月場所）
  - 敢斗赏：1回（2006年5月場所）
  - 技能赏：2回（2004年3月場所、2007年5月場所）
- 金星：无

### 各场所战绩
| | 1月場所 初場所（東京） | 3月場所 春場所（大阪） | 5月場所 夏場所（東京） | 7月場所 名古屋場所（愛知） | 9月場所 秋場所（東京） | 11月場所 九州場所（福岡） |
| --- | ---------------------- | ---------------------- | ---------------------- | -------------------------- | ---------------------- | ------------------------- |
| 2000年 （平成12年） | （前相撲）             | 西 序之口 #34 6–1      | 東 序二段 #80 優勝 7–0 | 東 三段目 #72 5–2          | 東 三段目 #45 6–1      | 東 幕下 #56 4–3           |
| 2001年 （平成13年） | 西 幕下 #47 5–2        | 西 幕下 #32 3–4        | 東 幕下 #41 5–2        | 東 幕下 #27 6–1            | 東 幕下 #10 4–3        | 東 幕下 #7 3–4            |
| 2002年 （平成14年） | 東 幕下 #12 5–2        | 東 幕下 #6 5–2         | 西 幕下 #1 5–2         | 西 十兩 #11 6–9            | 東 十兩 #13 10–5       | 東 十兩 #8 10–5           |
| 2003年 （平成15年） | 西 十兩 #1 優勝 11–4   | 東 前頭 #10 6–9        | 西 前頭 #13 8–7        | 西 前頭 #9 10–5            | 東 前頭 #4 7–8         | 西 前頭 #4 3–12           |
| 2004年 （平成16年） | 東 前頭 #12 7–8        | 西 前頭 #12 13–2 殊技  | 東 前頭 #2 3–12        | 西 前頭 #10 11–4           | 東 前頭 #4 4–11        | 東 前頭 #10 7–8           |
| 2005年 （平成17年） | 東 前頭 #11 8–7        | 西 前頭 #9 8–7         | 西 前頭 #8 8–7         | 西 前頭 #7 6–7–2           | 東 前頭 #10 6–2–7      | 西 前頭 #12 9–6           |
| 2006年 （平成18年） | 西 前頭 #4 5–10        | 西 前頭 #8 10–5        | 東 前頭 #2 10–5 敢     | 東 小結 1–2–12             | 西 前頭 #9 7–8         | 西 前頭 #9 10–5           |
| 2007年 （平成19年） | 東 前頭 #6 10–5        | 西 前頭 #2 4–11        | 西 前頭 #8 12–3 技     | 西 前頭 #1 8–7             | 西 關脇 8–7            | 西 關脇 3–12              |
| 2008年 （平成20年） | 西 前頭 #4 10–5        | 東 前頭 #1 8–7         | 西 小結 6–9            | 東 前頭 #2 8–7             | 西 小結 4–11           | 東 前頭 #5 5–10           |
| 2009年 （平成21年） | 東 前頭 #8 6–9         | 東 前頭 #11 9–6        | 東 前頭 #7 5–10        | 東 前頭 #12 9–6            | 東 前頭 #6 6–9         | 東 前頭 #10 8–7           |
| 2010年 （平成22年） | 西 前頭 #8 6–9         | 東 前頭 #11 10–5       | 西 前頭 #4 9–6         | 西 前頭 #1 4–11            | 西 前頭 #6 9–6         | 西 前頭 #2 6–9            |
| 2011年 （平成23年） | 西 前頭 #5 6–9         | 作假醜聞 比賽取消      | 西 前頭 #9 7–8         | 西 前頭 #9 6–9             | 西 前頭 #12 7–8        | 西 前頭 #13 6–9           |
| 2012年 （平成24年） | 東 前頭 #15 9–6        | 東 前頭 #11 5–10       | 東 前頭 #14 6–9        | 東 十兩 #1 9–6             | 東 前頭 #13 8–7        | 西 前頭 #9 0–3–12         |
| 2013年 （平成25年） | 西 十兩 #6 5–7–3       | 西 十兩 #11 10–5       | 東 十兩 #4 5–10        | 東 十兩 #8 9–6             | 西 十兩 #5 8–7         | 東 十兩 #4 6–9            |
| 2014年 （平成26年） | 東 十兩 #7 9–6         | 西 十兩 #3 7–8         | 東 十兩 #4 6–9         | 西 十兩 #6 7–8             | 東 十兩 #7 7–8         | 西 十兩 #7 9–6            |
| 2015年 （平成27年） | 東 十兩 #2 5–10        | 西 十兩 #5 8–7         | 東 十兩 #3 7–8         | 東 十兩 #4 10–5            | 東 前頭 #15 7–8        | 東 前頭 #16 3–12          |
| 2016年 （平成28年） | 東 十兩 #8 9–6         | 東 十兩 #2 4–11        | 西 十兩 #8 7–8         | 西 十兩 #10 8–7            | 西 十兩 #7 7–8         | 西 十兩 #9 4–11           |
| 2017年 （平成29年） | 西 幕下 #1 2–5         | 西 幕下 #9 3–4         | 西 幕下 #14 引退 –     | x                          | x                      | x                         |
| 各欄数字按「勝-負-休場」表示。 優勝 引退 十兩･幕下 三賞：敢=敢鬬賞、殊=殊勛賞、技=技能賞 其他：★=金星 番付階級：幕内 - 十兩 - 幕下 - 三段目 - 序二段 - 序之口 幕内序列：横綱 - 大關 - 關脅 - 小結 - 前頭（「#数字」为出场顺序） |                        |                        |                        |                            |                        |                           |